# AIR音樂作品列表
《AIR》是隸屬於Visual Art's的Key公司在2000年時所推出的一款視覺小說，故事內容為旅人國崎往人在暑假期間到達了一處寧靜的海邊小鎮，而他已經逝世的母親告訴他要不斷嘗試尋找「天空中的女孩」。在小鎮居住的過程中往人遇見了三名獨特的少女，並且開始懷疑其中一人便可能是他不斷尋找的女孩。其中遊戲在2005年時分別由京都動畫改編、石原立也監督製作的長達13話電視動畫作品，以及由東映動畫製作、出崎統執導的電影作品，其中兩者分別由折戶伸治與周防義和負責影片的音樂部分。最後包括《AIR》以及其兩個動畫版本作品在內，一共推出了1張迷你專輯、1張單曲、2張原聲帶專輯和1張混音專輯。總體來說《AIR》在音樂部分獲得了許多正面評價，而自視覺小說所延伸推出的原聲音樂也擁有極高的銷售成績。
基本上以視覺小說為基礎推出的音樂專輯都統一由Key公司轄下的唱片公司Key Sounds Label進行發售，並且主要的音樂製作人包括有麻枝准、折戶伸治與戶越馬込等人；不過《AIR》的電影版本則是與Frontier Works合作並在2005年3月推出電影原聲帶《Air Movie Soundtrack》，其中電影原聲帶中收錄的音樂一部分是將過去的視覺小說遊戲配樂改編而成，另外也有少部分是由周防義和自行創作。其他音樂專輯還有分別在2000年和2003年所推出的2部視覺小說之混音專輯、在2001年所推出將視覺小說的背景音樂加以演唱的音樂專輯、在2006年所推出收錄有3首主題曲和遊戲使用之開頭曲與片尾曲混音版本的音樂專輯，以及在2005年時為了配合電影推出所銷售的混音專輯。
而在《AIR》中一共使用了3首著名的主題曲，分別是開頭主題曲《鳥之詩》、片尾主題曲《Farewell song》以及中間插入歌曲《青空》。這3首歌都是由麻枝准負責歌曲的作詞部分，並由隸屬於I've的Lia進行演唱。另外5名重要角色也有各自的主題音樂或背景音樂，這包括神尾觀鈴、霧島佳乃與遠野美凪3名女主角及其他關鍵角色。觀鈴的主題曲為《夏影 -summer lights-》，佳乃的主題曲為《小水窪 -puddle-》（水たまり -puddle-），而美凪的主題曲為《虹 -prism-》，其他角色則包括神奈備命的主題曲《月童 -moon child-》及小滿的《瓢蟲 -bug walk-》（てんとう虫 -bug walk-）。不過實際上並非每首曲子都使用於《AIR》的遊戲上，另外一部分完整版本的歌曲則是收錄在遊戲原聲帶《AIR ORIGINAL SOUNDTRACK》中。

## 專輯

### Ornithopter
《Ornithopter AIR Original Compilation Album》為2000年9月8日時Key推出視覺小說《AIR》時，拿來搭配遊戲限定版本共同販售的第一張改編音樂專輯，其產品目錄編號為「KYCD-0303」。專輯的音樂製作分別由隸屬於Key的戶越馬込、折戶伸治與OdiakeS以及隸屬於I've的高瀨一矢負責，專輯的標題名稱「Ornithopter」則是源自於撲動自身翅膀升空飛行的撲翼機。在專輯所收錄的10首音樂中其中有7首為視覺小說中所使用的主要背景音樂，另外有3首歌曲則分別是作為遊戲中主題曲的《鳥之詩》、《Farewell song》與《青空》的原始音樂版本。
| 曲目表   | 曲目表        | 曲目表   | 曲目表                 | 曲目表                                                                | 曲目表 |
| 曲序     | 曲目          | 作曲     | 编曲                   | 备注                                                                  | 时长   |
| -------- | ------------- | -------- | ---------------------- | --------------------------------------------------------------------- | ------ |
| 1.       | 瓢蟲（）      | 戶越馬込 | 高瀨一矢（隸屬於I've） |                                                                       | 5:21   |
| 2.       | 鳥之詩（鳥の詩）    | 折戶伸治 | 高瀨一矢               | 由麻枝准負責作詞、折戶伸治負責作曲、高瀨一矢負責編曲以及Lia負責演唱。 | 6:07   |
| 3.       | 雙星（）      | 戶越馬込 | 若菜                   |                                                                       | 5:20   |
| 4.       |               | 折戶伸治 | 戶越馬込               |                                                                       | 4:45   |
| 5.       | 夜想          | 戶越馬込 | 折戶伸治               |                                                                       | 4:14   |
| 6.       | 夢話（）      | 折戶伸治 |                        |                                                                       | 3:40   |
| 7.       | 夏影          | 麻枝准   | OdiakeS                |                                                                       | 3:17   |
| 8.       | 虹            | 戶越馬込 | VWN                    |                                                                       | 3:25   |
| 9.       | 青空          | 麻枝准   | 折戶伸治               | 由麻枝准負責作詞與作曲、折戶伸治負責編曲以及Lia負責演唱。             | 5:32   |
| 10.      | Farewell song | 戶越馬込 | 戶越馬込               | 由麻枝准負責作詞、戶越馬込負責作曲與編曲以及Lia負責演唱。             | 5:27   |
| 总时长： | 总时长：      | 总时长： | 总时长：               | 总时长：                                                              | 47:13  |

### KEY+LIA Natukage/nostalgia
《KEY+LIA Natukage/nostalgia》是Key Sounds Label在2001年8月10日的Comic Market 60上所另外推出的混音單曲專輯，其產品目錄編號為「KSLA-0002」。專輯A面收錄了作為神尾觀鈴登場時的背景音樂《夏影》之無伴奏合唱版本，而B面則為歌曲的混音修改版本。專輯收錄的歌曲由隸屬於I've的歌手Lia負責演唱部分，而專輯封面則是Key之後推出的遊戲《CLANNAD》其女主角古河渚。
| 曲目表   | 曲目表    | 曲目表 |
| 曲序     | 曲目      | 时长   |
| -------- | --------- | ------ |
| 1.       | 夏影      | 5:53   |
| 2.       | Nostalgia | 5:53   |
| 总时长： | 总时长：  | 11:46  |

### AIR ORIGINAL SOUNDTRACK
《AIR ORIGINAL SOUNDTRACK》是Key Sounds Label在2002年9月27日時於日本推出的《AIR》遊戲原聲專輯，其產品目錄標號為「KSLA-0004～0005」。整個專輯包含有2張收錄了共31首不同風格的混音歌曲、歌唱以及2種版本之樂器演奏開頭主題曲以及片尾主題曲的CD光碟，並且分別由隸屬於Key的麻枝准、折戶伸治與戶越馬込以及隸屬於I've的高瀨一矢負責音樂創作和改編工作，而Lia也為了此張原聲專輯錄製了《鳥之詩》、《Farewell song》以及《青空》的歌唱版本。

### Re-feel
《Kanon・AIR Piano Arrange Album 「Re-feel」》（Kanon・Airピアノアレンジアルバム 「Re-feel」）是最早在2003年12月28日於Comic Market 65上所推出的鋼琴演奏音樂專輯，其產品目錄為「KSLA-0010」。在專輯中分別收錄了《AIR》與《Kanon》中各自5首主題音樂，其中有2首是由隸屬於eufonius的Riya所編曲而成，而剩餘的歌曲則是由另一名演奏家水月陵負責編曲工作。
| 曲目表   | 曲目表       | 曲目表   | 曲目表   | 曲目表 |
| 曲序     | 曲目         | 作曲     | 编曲     | 时长   |
| -------- | ------------ | -------- | -------- | ------ |
| 1.       | 約束         | 折戶伸治 | 水月陵   | 4:01   |
| 2.       | 少女之檻（少女の檻） | OdiakeS  | Riya     | 4:18   |
| 3.       | pure snows   | 折戶伸治 | 水月陵   | 3:39   |
| 4.       | 夢之跡（夢の跡）   | 麻枝准   | Riya     | 3:24   |
| 5.       | 殘光（）     | 麻枝准   | 水月陵   | 4:14   |
| 6.       | 夏影         | 麻枝准   | 水月陵   | 3:16   |
| 7.       | 傳承（）     | 戶越馬込 | 水月陵   | 4:18   |
| 8.       | 青空         | 麻枝准   | 水月陵   | 5:33   |
| 9.       | 夢話（）     | 折戶伸治 | 水月陵   | 4:39   |
| 10.      | 鳥之詩（鳥の詩）   | 折戶伸治 | 水月陵   | 4:11   |
| 总时长： | 总时长：     | 总时长： | 总时长： | 41:33  |

### AIR Analogue Collector's Edition
《AIR Analogue Collector's Edition 「鳥之詩/Farewell song」》（AIR アナログコレクターズエディション 「鳥の詩/Farewell song」）是Key Sounds Label於2006年5月3日在日本販售的迷你專輯，其產品目錄編號為「KSLA-0022」。除了專輯的A面收錄了視覺小說《AIR》的3首主題曲原始版本外，在B面則收錄了作為開頭與結尾主題曲的《鳥之詩》與《Farewell song》混音版本。其中迷你專輯的歌曲演唱部分同樣由Lia負責，並且之後混音版本亦被Key Sounds Label挑選而收錄在後來的音樂專輯《OTSU Club Music Compilation Vol.1》之中。
| A面  | A面           | A面      | A面                    | A面  |
| 曲序 | 曲目          | 作曲     | 编曲                   | 时长 |
| ---- | ------------- | -------- | ---------------------- | ---- |
| 1.   | 鳥之詩（鳥の詩）    | 折戶伸治 | 高瀨一矢（隸屬於I've） | 6:20 |
| 2.   | Farewell song | 戶越馬込 | 戶越馬込               | 5:35 |
| 3.   | 青空          | 麻枝准   | 折戶伸治               | 4:29 |

| B面      | B面                               | B面      | B面            | B面   |
| 曲序     | 曲目                              | 作曲     | 编曲           | 时长  |
| -------- | --------------------------------- | -------- | -------------- | ----- |
| 1.       | 鳥之詩 Remixed Cosmic Seekers（鳥の詩 Remixed Cosmic Seekers） | 折戶伸治 | Cosmic Seekers | 6:20  |
| 2.       | Farewell song Remixed Tsukasa     | 戶越馬込 | Tsukasa        | 5:35  |
| 总时长： | 总时长：                          | 总时长： | 总时长：       | 32:41 |

### AIR Movie Soundtrack
《AIR Movie Soundtrack》是Frontier Works在2005年3月25日所推出的電影《AIR》其電影原聲帶，產品目錄編號為「FCCM-0066」。音樂專輯中包含了一張CD光碟，一共收錄了由周防義和所編寫創作的23首電影原聲音樂，其中有20首歌曲是被用來作為電影的背景配樂。而原聲帶所收錄的最後一首歌曲、同時也被拿來作為電影主體曲的《IF DREAMS CAME TRUE》，則是周防義和參考了視覺小說遊戲裡折戶伸治創作的《兩個人》（ふたり）所另外改編而成的歌曲，並且交由Linda Hennrick作詞、羽岡佳作曲、岡崎雄二郎編曲以及河井英里進行演唱。
| 曲目表   | 曲目表                        | 曲目表   | 曲目表 |
| 曲序     | 曲目                          | 作曲     | 时长   |
| -------- | ----------------------------- | -------- | ------ |
| 1.       |                               |          | 4:03   |
| 2.       | Gate of AIR                   |          | 0:52   |
| 3.       | 神話的邀請[part 1]（）        |          | 2:36   |
| 4.       | 觀鈴和往人～兩個人～（ミスズとユキト～ふたり～）      |          | 1:36   |
| 5.       | 暗示與呪縛（暗示、そして呪縛）                |          | 1:00   |
| 6.       |                               |          | 2:07   |
| 7.       | 六弦之領域（六弦の領域）                |          | 2:09   |
| 8.       | 往人主題曲[part 1]（）        |          | 2:26   |
| 9.       | 第三神祕孝                    |          | 0:51   |
| 10.      |                               |          | 1:11   |
| 11.      |                               |          | 2:00   |
| 12.      | 明日再見～回想錄～（また、あした～回想録～）        |          | 1:48   |
| 13.      | 天之網、台之姬（天ノ網、台ノ姫）            |          | 2:12   |
| 14.      | 晴子主題曲（ハルコのデーマ）                |          | 1:19   |
| 15.      | 致重要的你～夢話/兩個人～（大切なあなたへ～夢話り/ふたり～） |          | 3:48   |
| 16.      | 夢現（）                      |          | 0:39   |
| 17.      | 神話的邀請[part 2]（）        |          | 0:50   |
| 18.      | 惡靈律抄（悪霊律抄）                  |          | 1:35   |
| 19.      | 往人主題曲[part 2]（）        |          | 0:37   |
| 20.      | 翼人傳說～鳥之詩～（翼人伝説～鳥の詩～）        |          | 4:23   |
| 21.      |                               | 戶越馬込 | 1:08   |
| 22.      | 神話的邀請[part 3]（）        |          | 1:38   |
| 23.      | IF DREAMS CAME TRUE           |          | 5:07   |
| 总时长： | 总时长：                      | 总时长： | 45:55  |

### 神話的邀請
《神話的邀請》（神話への誘い）是2005年8月5日《AIR》電影光碟正式販售時所搭配特別版本DVD所推出的CD光碟，其產品目錄編號為「AIR-0005」。其中Frontier Works特別在光碟中收錄了4首於《AIR》電影中所使用的主題曲組成樂章，並且以交響曲作為主要演奏形式。而在樂曲製作部分分別是由周防義和、折戶伸治與羽岡佳負責音樂創作以及野見祐二負責改編樂曲，並且邀請瑪利歐·克林德（Mario Klemens）來指揮捷克愛樂樂團進行演奏。
| 曲目表   | 曲目表                                                     | 曲目表             | 曲目表 |
| 曲序     | 曲目                                                       | 作曲               | 时长   |
| -------- | ---------------------------------------------------------- | ------------------ | ------ |
| 1.       | 1st Movement [第一樂章] ～「神話的邀請」・「兩個人」～（） | 折戶伸治、周防義和 | 10:52  |
| 2.       | 2nd Movement [第二樂章] ～「鳥之詩」～（）                 | 折戶伸治           | 9:40   |
| 3.       |                                                            | 周防義和           | 9:24   |
| 4.       | Finale [第四樂章] ～「IF DREAMS CAME TRUE」～（）          | 羽岡佳、折戶伸治   | 10:32  |
| 总时长： | 总时长：                                                   | 总时长：           | 40:28  |

## 評價
| 音樂專輯                 | 發行日期      | 產品標籤                    | 發行格式 | Oricon最高排名 |
| ------------------------ | ------------- | --------------------------- | -------- | -------------- |
| 《AIR Movie Soundtrack》 | 2005年3月25日 | Frontier Works（FCCM-0066） | CD光碟   | 第247名        |